# Llista de diputats al Parlament Europeu en representació d'Itàlia (VII Legislatura)
Llista de diputats al Parlament Europeu en representació d'Itàlia durant la VII Legislatura, del període comprès entre el 2009 i el 2014.

## Llista
| Nom i cognom         | Partit Nacional                  | Grup europeu |
| -------------------- | -------------------------------- | ------------ |
| Elisabetta Gardini   | Poble de la Llibertat            | PPE          |
| Salvatore Iacolino   | Poble de la Llibertat            | PPE          |
| Giovanni La Via      | Poble de la Llibertat            | PPE          |
| Clemente Mastella    | Poble de la Llibertat            | PPE          |
| Barbara Matera       | Poble de la Llibertat            | PPE          |
| Mario Mauro          | Poble de la Llibertat            | PPE          |
| Erminia Mazzoni      | Poble de la Llibertat            | PPE          |
| Cristiana Muscardini | Poble de la Llibertat            | PPE          |
| Alfredo Pallone      | Poble de la Llibertat            | PPE          |
| Aldo Patriciello     | Poble de la Llibertat            | PPE          |
| Crescenzio Rivellini | Poble de la Llibertat            | PPE          |
| Licia Ronzulli       | Poble de la Llibertat            | PPE          |
| Potito Salatto       | Poble de la Llibertat            | PPE          |
| Amalia Sartori       | Poble de la Llibertat            | PPE          |
| Marco Scurria        | Poble de la Llibertat            | PPE          |
| Sergio Silvestris    | Poble de la Llibertat            | PPE          |
| Francesca Balzani    | Partit Democràtic                | S&D          |
| Luigi Berlinguer     | Partit Democràtic                | S&D          |
| Rita Borsellino      | Partit Democràtic                | S&D          |
| Salvatore Caronna    | Partit Democràtic                | S&D          |
| Sergio Cofferati     | Partit Democràtic                | S&D          |
| Silvia Costa         | Partit Democràtic                | S&D          |
| Andrea Cozzolino     | Partit Democràtic                | S&D          |
| Rosario Crocetta     | Partit Democràtic                | S&D          |
| Francesco De Angelis | Partit Democràtic                | S&D          |
| Paolo De Castro      | Partit Democràtic                | S&D          |
| Leonardo Domenici    | Partit Democràtic                | S&D          |
| Roberto Gualtieri    | Partit Democràtic                | S&D          |
| Guido Milana         | Partit Democràtic                | S&D          |
| Pier Antonio Panzeri | Partit Democràtic                | S&D          |
| Mario Pirillo        | Partit Democràtic                | S&D          |
| Gianni Pittella      | Partit Democràtic                | S&D          |
| Vittorio Prodi       | Partit Democràtic                | S&D          |
| David Sassoli        | Partit Democràtic                | S&D          |
| Debora Serracchiani  | Partit Democràtic                | S&D          |
| Gianluca Susta       | Partit Democràtic                | S&D          |
| Patrizia Toia        | Partit Democràtic                | S&D          |
| Gabriele Albertini   | Poble de la Llibertat            | PPE          |
| Sonia Alfano         | Itàlia dels Valors               | ALDE         |
| Magdi Allam          | Unió de Centre                   | PPE          |
| Roberta Angelilli    | Poble de la Llibertat            | PPE          |
| Antonello Antinoro   | Unió de Centre                   | PPE          |
| Alfredo Antoniozzi   | Poble de la Llibertat            | PPE          |
| Pino Arlacchi        | Itàlia dels Valors               | ALDE         |
| Raffaele Baldassarre | Poble de la Llibertat            | PPE          |
| Paolo Bartolozzi     | Poble de la Llibertat            | PPE          |
| Sergio Berlato       | Poble de la Llibertat            | PPE          |
| Mara Bizzotto        | Lliga Nord                       | ELD          |
| Vito Bonsignore      | Poble de la Llibertat            | PPE          |
| Mario Borghezio      | Lliga Nord                       | ELD          |
| Antonio Cancian      | Poble de la Llibertat            | PPE          |
| Carlo Casini         | Unió de Centre                   | PPE          |
| Giovanni Collino     | Poble de la Llibertat            | PPE          |
| Lara Comi            | Poble de la Llibertat            | PPE          |
| Ciriaco de Mita      | Unió de Centre                   | PPE          |
| Herbert Dorfmann     | Partit Popular del Tirol del Sud | PPE          |
| Carlo Fidanza        | Poble de la Llibertat            | PPE          |
| Lorenzo Fontana      | Lliga Nord                       | ELD          |
| Vincenzo Iovine      | Itàlia dels Valors               | ALDE         |
| Claudio Morganti     | Lliga Nord                       | ELD          |
| Tiziano Motti        | Unió de Centre                   | PPE          |
| Fiorello Provera     | Lliga Nord                       | ELD          |
| Oreste Rossi         | Lliga Nord                       | ELD          |
| Niccolò Rinaldi      | Itàlia dels Valors               | ALDE         |
| Matteo Salvini       | Lliga Nord                       | ELD          |
| Giancarlo Scottà     | Lliga Nord                       | ELD          |
| Francesco Speroni    | Lliga Nord                       | ELD          |
| Salvatore Tatarella  | Poble de la Llibertat            | PPE          |
| Giommaria Uggias     | Itàlia dels Valors               | ALDE         |
| Gianni Vattimo       | Itàlia dels Valors               | ALDE         |
| Iva Zanicchi         | Poble de la Llibertat            | PPE          |
| Andrea Zanoni        | Itàlia dels Valors               | ALDE         |

## Representativitat dels partits
| Partit Nacional       | Grup europeu | Llocs   | ± |
| --------------------- | ------------ | ------- | - |
| Poble de la Llibertat | PPE          | 29 / 72 |   |
| Partit Democràtic     | S&D          | 21 / 72 |   |
| Lega Nord             | ELD          | 9 / 72  |   |
| Itàlia dels Valors    | ALDE         | 7 / 72  |   |
| Unió de Centre        | PPE          | 5 / 72  |   |